# Houston, Mississippi
Houston är en av två administrativa huvudorter i Chickasaw County i delstaten Mississippi. Den andra huvudorten i countyt är Okolona. Enligt 2020 års folkräkning hade Houston 3 797 invånare.